# Hans Schmidt (Gewerkschafter)
Hans Schmidt (* 17. Januar 1923 in Klaber, Landkreis Güstrow; † 27. Juni 1985 in Rostock) war ein deutscher Gewerkschafter. Er war Vorsitzender des Zentralvorstandes der Industriegewerkschaft Metall im FDGB.

## Leben
Schmidt, Sohn einer Arbeiterfamilie, besuchte die Volksschule in Rostock. Er war von 1928 bis 1933 Mitglied der SAJ („Rote Falken“). Schmidt erlernte von 1937 bis 1940 den Beruf des Metallflugzeugbauers. Ab 1942 leistete er Militärdienst bei der Flak und studierte gleichzeitig Flugzeugbau an der Ingenieurschule Stettin. 1943 musste er das Studium abbrechen und Kriegsdienst leisten. 
Nach Kriegsende war er von 1945 bis 1947 Maschinenschlosser in Rostock. 1946 trat er der SPD, SED und dem FDGB bei. Ab 1947 war er Betriebsratsvorsitzender und Mitglied des Landesvorstandes Mecklenburg der IG Metall. 1948/1949 besuchte er eine Gewerkschafts- sowie eine Parteischule. Ab 1949 war er Mitglied des Zentralvorstandes der IG Metall und seines Sekretariats, ab September 1952 Vorsitzender des Zentralvorstandes der IG Metall. 
Am 10. August 1953 wurde Schmidt als Vorsitzender der IG Metall – wegen seines „opportunistischen Zurückweichens“ und wegen seiner „versöhnlerischen, kapitulantenhaften Haltung“ vor den „faschistischen Provokateuren“ des 17. Juni – abgelöst und aus dem Zentralvorstand ausgeschlossen. Er wurde im September 1953 aus der SED ausgeschlossen, da er sich „vom kleinbürgerlichen Karrieristen zum Doppelzüngler und zum offenen Feind der Arbeiterklasse entwickelt“ habe. Im Oktober 1953 erfolgte sein Ausschluss aus dem FDGB.
Nach dem Verlust seiner Ämter war Schmidt Maschinenschlosser auf der Neptunwerft Rostock, dort war er zeitweilig Assistent des Werkleiters. 1954/55 erfolgte die Aufhebung der Ausschlüsse aus SED und FDGB. Ab 1956 war Schmidt im VEB Fischkombinat Rostock tätig.